# 議院法制局法
議院法制局法（ぎいんほうせいきょくほう、昭和23年7月5日法律第92号）は、衆議院および参議院に附置される法制局（議院法制局）の組織および運営に関する法律である。

## 構成
本文10条と附則から構成されている。